# 凤羽藓科
凤羽藓科（学名：Mitteniaceae）为真藓目的一个科。

## 下级分类
本科包括以下属：
- 凤羽藓属 Mittenia Lindb.
  - Mittenia plumula Lindberg, 1863[1]